# Cleitos (amiral)
Pour les articles homonymes, voir Cleitos.
Cleitos (en grec ancien Κλεῖτος / Kleitos), dit  Cleitos le Blanc pour le distinguer de Cleitos le Noir, est un officier macédonien sous le règne d'Alexandre le Grand. Il s'illustre en battant la flotte athénienne pendant la guerre lamiaque et devient satrape de Lydie par les accords de Triparadisos en 321 av. J.-C. Il lutte contre Antigone le Borgne durant la première guerre des Diadoques et trouve la mort en 318 av. J.-C.

## Biographie

### Sous le règne d'Alexandre
Cleitos, dont les antécédents familiaux sont inconnus, est surnommé « le Blanc » par Athénée pour le distinguer Cleitos le Noir, le frère de lait d'Alexandre. Il apparaît d'abord comme taxiarque durant la campagne en Inde (327 av. J.-C.) : les taxeis de Cleitos, Gorgias et Méléagre accompagnent Perdiccas et Héphaistion jusqu'à l'Indus. Durant la bataille de l'Hydaspe, Cleitos et Coénos effectuent la traversée du fleuve avec le roi. Peu de temps après la bataille, il est promu hipparque ; à ce titre, il combat dans la campagne de Sangala puis contre les Malliens. Cleitos est renvoyé en Macédoine avec les vétérans en compagnie de Cratère et de Polyperchon. Alors qu'ils sont parvenus en Cilicie au moment de la mort d'Alexandre en juin 323, Cratère semble lui avoir confié la tâche de construire une flotte, avec des navires phéniciens et chypriotes, qui sécuriserait le passage de l'Hellespont, même s'il faut noter que durant la guerre lamiaque la traversée de Léonnatos a été facilitée par la flotte confiée par Alexandre à Antipater en 324/323.

### Durant la guerre lamiaque
La mort de Léonnatos venu prêter secours à Antipater pendant la guerre lamiaque et le déficit d'Antipater en cavalerie oblige Cratère à quitter la Cilicie, probablement au début de juin 322 av. J.-C. L'amiral athénien Euétion ne parvient pas à empêcher les renforts d'atteindre Antipater depuis la Phrygie hellespontique mais il se déplace vers le sud pour intercepter la flotte de Cleitos, entrée en mer Égée. Probablement près de l'île d'Amorgós, Cleitos, à la tête de 130 navires, détruit une partie de la flotte athénienne lors d'un grand engagement naval à l'été 322. Après cette première victoire, il ajoute à ses forces la flotte de l'Hellespont et défait les Athéniens, qui ont gardé une flotte en réserve, près des îles Échinades ou des Lichades, marquant la fin de la puissance navale d'Athènes. 
Après ces grandes victoires contre les Athéniens, Cleitos se serait vu comme l'émule de Poséidon et aurait porté le trident. Selon Athénée, qui moque ici son goût pour la pompe, il aurait conduit les affaires vêtu d'une robe pourpre.

### Durant la guerre des Diadoques
Pendant la première guerre des Diadoques, Cleitos commande la flotte de Perdiccas, avant l'invasion de l'Égypte par ce dernier, et collabore avec Alcétas, le frère de Perdiccas. Mais il se rallie à Antipater et à Cratère. En récompense de ce changement d'allégeance, il reçoit la satrapie de Lydie par les accords de Triparadisos (321 av. J.-C.), en remplacement de Ménandre, un fidèle d'Antigone. L'intention d'Antipater semble avoir été de limiter les ambitions d'Antigone en confiant les territoires bordant son domaine de Phrygie à des généraux expérimentés. 
Après la mort d'Antipater en 319, Antigone marche contre Cleitos qui s'enfuit en Macédoine auprès de Polyperchon, le nouveau régent de Macédoine, après avoir fait mettre des garnisons dans les plus grandes cités de sa satrapie afin qu'elles puissent tenir un siège. Il emmène les chefs athéniens arrêtés en Phocide, dont Phocion, pour être exécutés à Athènes. Polyperchon en fait son amiral avec pour mission de conserver la maîtrise des mers afin de convoyer des renforts à Eumène de Cardia, le stratège d'Asie. Il est envoyé sur les côtes de Thrace pour empêcher la jonction par le Bosphore des forces d'Antigone et de Lysimaque. La flotte navigue vers Byzance et rencontre celle commandée par Nicanor, l'amiral d'Antigone, en Propontide en 318. Cleitos remporte la bataille, détruisant la moitié de la flotte adverse, puis il met sa flotte au mouillage. Mais au petit matin, il est attaqué par surprise par Antigone qui est passé la veille en Europe grâce aux navires prêtés par les Byzantins. Les restes de la flotte de Nicanor, stationnés en Chalcédoine à la suite de sa défaite préalable, font aussi partie de l'attaque. Désorganisée, la flotte part alors en mer mais elle est détruite par Nicanor. Cleitos parvient à s'enfuir sur son navire amiral en direction de la Macédoine. Finalement, à l'été 318, Cleitos est intercepté et tué en Chersonèse de Thrace par les soldats de Lysimaque.

## Sources antiques
- Athénée, Deipnosophistes [détail des éditions] (lire en ligne).
- Arrien, Anabase [lire en ligne].
- Diodore de Sicile, Bibliothèque historique [détail des éditions] [lire en ligne], XVIII.
- Justin, Abrégé des Histoires philippiques de Trogue Pompée [détail des éditions] [lire en ligne].